# Zai (riu)
El Zai - Зай (rus) - és un riu de Rússia. És un afluent per l'esquerra del riu Kama. Té una llargària de 270 km i la seva conca és de 5.020 km². Neix a Mikhailovka, al Tatarstan, i desemboca al riu Kama a 7 km al sud-oest de Nijnekamsk.